# Adopta un famoso
Adopta un famoso es un programa de telerrealidad chileno producido y transmitido por TVN que logra conectar dos mundos: el de una familia chilena anónima y el de un famoso, de una manera lúdica y real a la vez. 

## Descripción
Adopta un famoso como un programa novedoso, que genera conversación y debate sobre diversos temas que afectan a las familias chilenas. A través de ellas veremos humor, emoción, integración, diversidad, alegría y conflictos con los que nos sentiremos representados como sociedad.
El grupo familiar seleccionado recibe a esta visita en un momento especial o en medio de un proceso importante en sus vidas (problemas, toma de decisiones, evento trascendental). El famoso llega a ocupar un lugar trascendente y mediador hasta el punto de involucrarse y ayudar a producir un cambio en ellos.
Son familias transversales que representan a la gran mayoría de los chilenos. El famoso se transforma en un integrante más y pasa a ocupar un rol en el hogar.

## Episodios
| Temporada | Temporada | Episodios | Emisión               | Emisión                 |
| Temporada | Temporada | Episodios | Inicio                | Final                   |
| --------- | --------- | --------- | --------------------- | ----------------------- |
|           | 1         | 13        | 6 de marzo de 2012    | 29 de mayo de 2012      |
|           | 2         | 12        | 8 de enero de 2014    | 9 de abril de 2014      |
|           | 3         | 11        | 10 de octubre de 2014 | 17 de diciembre de 2014 |

### Primera temporada (2012)
| # (serie) | # (temp.) | Título                               | Edad                                   | Hogar                   | Estadía | Fecha de estreno    |
| --------- | --------- | ------------------------------------ | -------------------------------------- | ----------------------- | ------- | ------------------- |
| 1         | 1         | «Raquel Argandoña»                   | 54 años                                | Estación Central        | 5 días  | 6 de marzo de 2012  |
| 2         | 2         | «José Luis "Junior Playboy" Concha»  | 29 años                                | La Dehesa               | 5 días  | 13 de marzo de 2012 |
| 3         | 3         | «Adriana Barrientos»                 | 31 años                                | Cerrillos y Lo Valledor | 5 días  | 20 de marzo de 2012 |
| 4         | 4         | «Karen Doggenweiler»                 | 42 años                                | Lo Espejo               | 5 días  | 27 de marzo de 2012 |
| 5         | 5         | «Fabricio Vasconcellos»              | 31 años                                | Puente Alto             | 7 días  | 3 de abril de 2012  |
| 6         | 6         | «Cristina Tocco»                     | 47 años                                | San Ramón               | 7 días  | 10 de abril de 2012 |
| 7         | 7         | «Karen Paola»                        | 27 años                                | Maipú                   | 7 días  | 17 de abril de 2012 |
| 8         | 8         | «Marisela Santibáñez»                | 36 años                                | -                       | 7 días  | 24 de abril de 2012 |
| 9         | 9         | «Marlén Olivarí»                     | 37 años                                | Maipú                   | 7 días  | 1 de mayo de 2012   |
| 10        | 10        | «Jorge Zabaleta»                     | 41 años                                | -                       | 7 días  | 8 de mayo de 2012   |
| 11        | 11        | «Dinamita Show»                      | -                                      | Conchalí                | 7 días  | 15 de mayo de 2012  |
| 12        | 12        | «Carolina de Moras»                  | 31 años                                | Puente Alto             | 5 días  | 22 de mayo de 2012  |
| 13        | 13        | «Raquel Argandoña y Raquel Calderón» | 54 años (Argandoña) 21 años (Calderón) | Quilicura               | 5 días  | 29 de mayo de 2012  |

### Segunda temporada (2014)
| # (serie) | # (temp.) | Título                                                  | Edad    | Hogar        | Estadía    | Fecha de estreno      |
| --------- | --------- | ------------------------------------------------------- | ------- | ------------ | ---------- | --------------------- |
| 14        | 1         | «Dino Gordillo vive con los Caballero Rocuant»          | 53 años | Providencia  | 1 1/2 días | 8 de enero de 2014    |
| 15        | 2         | «DJ Méndez es adoptado por los Riquelme»                | 38 años | La Granja    | 3 días     | 15 de enero de 2014   |
| 16        | 3         | «María José Quintanilla en casa de los Maturana»        | 23 años | Colina       | 3 días     | 22 de enero de 2014   |
| 17        | 4         | «José Miguel Viñuela llega al circo de los Tachuela»    | 39 años | Cerrillos    | 3 días     | 29 de enero de 2014   |
| 18        | 5         | «Renata Bravo es adoptada por la familia Peralta»       | 39 años | La Florida   | 3 días     | 5 de febrero de 2014  |
| 19        | 6         | «Leo Caprile es adoptado por la familia Troncoso»       | 54 años | Puente Alto  | 4 días     | 12 de febrero de 2014 |
| 20        | 7         | «Claudia Conserva es adoptada por una familia ranchera» | 40 años | Lo Prado     | 4 días     | 19 de febrero de 2014 |
| 21        | 8         | «Jordi Castell es adoptado por la familia Maturana»     | 47 años | Til Til      | 4 días     | 5 de marzo de 2014    |
| 22        | 9         | «Pamela Díaz es adoptada por la familia Madrid»         | 33 años | Cerro Navia  | 4 días     | 12 de marzo de 2014   |
| 23        | 10        | «Dominique Gallego es adoptada por la familia Sánchez»  | 24 años | Puente Alto  | 4 días     | 19 de marzo de 2014   |
| 24        | 11        | «Javiera Acevedo es adoptada por la familia Tirado»     | 28 años | La Florida   | 4 días     | 26 de marzo de 2014   |
| 25        | 12        | «Eva Gómez es adoptada por la familia Palma»            | 42 años | San Bernardo | 4 días     | 9 de abril de 2014    |

### Tercera temporada (2014)
| # (serie) | # (temp.) | Título                                                        | Edad    | Hogar                  | Estadía | Fecha de estreno        |
| --------- | --------- | ------------------------------------------------------------- | ------- | ---------------------- | ------- | ----------------------- |
| 26        | 1         | «Rafa Araneda se traslada al terminal pesquero»               | 45 años | La Florida             | 3 días  | 10 de octubre de 2014   |
| 27        | 2         | «El "Negro" Piñera como nunca antes lo viste»                 | 60 años | Cerro Navia            | 3 días  | 17 de octubre de 2014   |
| 28        | 3         | «Kathy Salosny revolucionó a los Reyes de Padre Hurtado»      | 50 años | Padre Hurtado          | 3 días  | 24 de octubre de 2014   |
| 29        | 4         | «Fernando Kliche convive con el transformismo»                | 60 años | Cerrillos              | 3 días  | 31 de octubre de 2014   |
| 30        | 5         | «Amaro Gómez-Pablos: Un mar de entusiasmo en Pichilemu»       | 46 años | Pichilemu              | 3 días  | 7 de noviembre de 2014  |
| 31        | 6         | «Américo revoluciona a los "Reyes de la Plateada"»            | 36 años | Lo Espejo              | 3 días  | 12 de noviembre de 2014 |
| 32        | 7         | «Alejandra Fosalba desenmascara al "Gusanito" de Calle Larga» | 44 años | Provincia de Los Andes | 3 días  | 19 de noviembre de 2014 |
| 33        | 8         | «Fernando Solabarrieta desata su humor en San Bernardo»       | 43 años | San Bernardo           | 3 días  | 26 de noviembre de 2014 |
| 34        | 9         | «El lado tropical de Nicole junto a la Cubanacán»             | 37 años | Cerrillos              | 3 días  | 3 de diciembre de 2014  |
| 35        | 10        | «Fernando Godoy se convierte en la guinda de la torta»        | 31 años | Puente Alto            | 3 días  | 10 de diciembre de 2014 |
| 36        | 11        | «Ignacio Franzani desata su encanto como comerciante»         | 35 años | Talagante              | 3 días  | 17 de diciembre de 2014 |